# Rigidoporus hypobrunneides
Rigidoporus hypobrunneides är en svampart som beskrevs av Corner 1987. Rigidoporus hypobrunneides ingår i släktet Rigidoporus och familjen Meripilaceae.   Inga underarter finns listade i Catalogue of Life.